# Arenomydas partitus
Arenomydas partitus är en tvåvingeart som först beskrevs av Gerstaecker 1868.  Arenomydas partitus ingår i släktet Arenomydas och familjen Mydidae. Inga underarter finns listade i Catalogue of Life.